# Sabinal (Texas)
Sabinal ist eine Ortschaft im Uvalde County im Süden  des US-Bundesstaats Texas. Sie hatte im Jahr 2010 laut Zensus 1.695 Einwohner.

## Geographie
Sabinal liegt im südlichen Texas, etwa 95 Kilometer westlich von San Antonio, der zweitgrößten Stadt Texas, und 142,5 Kilometer östlich von der amerikanisch-mexikanischen Grenze. Am westlichen Stadtrand fließt der Sabinal River. 

## Verkehr
Der U.S. Highway 90 führt durch Sabinal, ebenso die Southern Pacific Railroad.

## Söhne und Töchter der Ortschaft
- Ettie Garner (1869–1948), Ehefrau des US-Vizepräsidenten John Nance Garner
- Thomas Smith (1931–2022), Sportschütze und Oberstleutnant
- Johnny Rodriguez (1951–2025), Country-Sänger